# Ventosilla y Tejadilla
Ventosilla y Tejadilla est une commune de la province de Ségovie dans la communauté autonome de Castille-et-León en Espagne.

## Géographie
La commune est composée des localités suivantes :
- Ventosilla,
- Tejadilla (es),
- Casas Altas.

## Sites et patrimoine
- Église Nuestra Señora de Tejadilla
- Église de Ventosilla